# Estación de Avenue Émile Zola
Avenue Émile Zola es una estación de la línea 10 del metro de París situada en el XV Distrito, al oeste de la capital.

## Historia
Fue inaugurada el 13 de julio de 1913 con la llegada de la línea 8, que se convirtió en la actual línea 10 tras la reorganización de varias líneas realizada en 1937.
Situada en plena avenida Émile Zola rinde homenaje al conocido escrito francés.

## Descripción
Está compuesta de dos vías y de dos andenes laterales de 75 metros de longitud. 
Es junto a la Estación de Charles Michels, la única estación de la línea, que debido a su escasa profundad está diseñada con un techo metálico compuesto de tramos semicirculares que sostienen un conjunto de vigas de acero. Las paredes verticales, por su parte, están revestidas de los habituales azulejos blancos biselados del metro parisino, algo poco frecuente en las estaciones de este tipo donde se suele preferir azulejos de mayor tamaño o planos.
Su iluminación sigue el estilo New Neons, originario de la línea 12 pero que luego se ha ido exportando a otras líneas. Emplea delgadas estructuras circulares, en forma de cilindro, que recorren los andenes proyectando la luz tanto hacia arriba como hacia abajo. Finos cables metálicos dispuestos en uve sostienen a cierta distancia de la bóveda todo el conjunto
La señalización por su parte usa la moderna tipografía Parisine donde el nombre de la estación aparece en letras blancas sobre un panel metálico de color azul. Por último, los escasos asientos de la estación son azules, individualizados y de tipo Motte.